# Autorité des Communautés de l'Outback
L’Autorité des Communautés de l'Outback (anglais : Outback Communities Authority) est un organisme public créé par l'État d’Australie-Méridionale. Il a pour mission de gérer les installations publiques et d’assurer les services destinés aux communautés vivant sur la vaste partie de l’état qui n’est pas constituée en municipalité.

## Buts et fonctionnement
La création de cette autorité a été nécessaire car l’immense territoire sauvage qui couvre près de 60 % de la superficie de l'état d’Australie-Méridionale n’est pas constitué en collectivité territoriale. Dans cette région, rien n’était prévu pour desservir les quelques communautés très dispersées qui y vivent.
Le siège de l’autorité a été fixé à Port Augusta, ville située en dehors de la zone administrée. Il existe une antenne à Andamooka. L'autorité gère un territoire ayant une superficie de 624 339 km2,, soit un peu plus que la France métropolitaine. La population administrée n’excède pas 4 200 habitants, parmi lesquels 639 sont des Australiens autochtones. Le territoire comprend de vastes concessions pastorales et plusieurs exploitations minières.
Le territoire placé sous la responsabilité de l'autorité ne comprend pas les zones d’administrations locales aborigènes, dont les plus grandes sont Anangu Pitjantjatjara Yankunytjatjara au nord-ouest de l'état et Maralinga Tjarutja à l'ouest.

## Organisation
L'autorité se compose d'un conseil de sept membres dont quatre doivent être des résidents des communautés affiliées. Le conseil supervise une petite équipe de soutien dirigée par un directeur général. En 2012, ce personnel était composé de six personnes employées à temps plein et d'une personne supplémentaire employée à temps partiel.

## Historique
Cette institution a le statut d’autorité statutaire ; elle a été créée par la loi de 2009 sur les communautés de l'Outback (administration et gestion) et succède à l’ancien groupement pour le développement des communautés de l'Outback (Outback Areas Community Development Trust) qui avait été précédemment créé en 1978 en vertu du Outback Areas Community Development Trust Act de 1978.

## Langues traditionnelles
- Le Wangkangurru (aussi appelé Arabana-Wangkangurru, Wangganguru, Wanggangurru ou Wongkangurru) est une langue aborigène australienne parlée dans le pays de Wangkangurru. Elle est proche de la langue arabana d'Australie Méridionale. L’aire linguistique du Wangkangurru se situait dans la région frontalière entre l' Australie Méridionale et le Queensland. Elle comprenait Birdsville et s'étendait vers le sud en direction d'Innamincka et du lac Eyre, dont les zones de gouvernement local du comté de Diamantina ainsi que celles de l'Outback Communities Authority of South Australia[7].

- Le Yawarrawarrka (aussi appelé Yawarawarka, Yawarawarga, Yawarawarka, Jauraworka ou Jawarawarka) est une langue aborigène australienne de l'extrême ouest du Queensland. L’aire linguistique traditionnelle comprend la zone de gouvernement local du Comté de Diamantina et s'étend jusqu'à l'aire de l’Autorité des communautés de l'Outback d'Australie-Méridionale vers Innamincka[8].

## Localités desservies
Depuis 2014, l'autorité a  apporté ses services aux communautés suivantes : 
| - Andamooka ; - Beltana ; - Blinman ; - Border Village ; - Cockburn ; | - Coorabie ; - Copley ; - Fowlers Bay ; - Glendambo ; - Innamincka ; | - Iron Knob ; - Kingoonya ; - Leigh Creek ; - Lyndhurst ; - Marla ; | - Mannahill ; - Marree ; - Oodnadatta ; - Parachilna ; - Penong ; | - Pimba ; - William Creek ; - Woomera ; - Yunta. |  |

## Zones d'Administration Locales voisines
Le très vaste territoire desservi par l’Autorité des Communautés de l'Outback n’est pas constitué en zone de gouvernement local. Il est délimité par les 29 zones de gouvernent local (LGA) voisines. Celle-ci se trouvent à la fois en Australie-Méridionale et dans les juridictions voisines de la Nouvelle-Galles du Sud, du Territoire du Nord, du Queensland et de l'Australie-Occidentale. Sa zone de compétence encercle en totalité le conseil municipal de Roxby Downs et le conseil de district de Coober Pedy.
Les LGA suivantes, qui bordent la zone non constituée en collectivité, sont au nombre de 27, dont 17 en Australie-Méridionale :
| Australie-Méridionale (du nord au sud) Anangu Pitjantjatjara Yankunytjatjara Maralinga Tjarutja | Territoire du Nord (d'ouest en est) Région de MacDonnell ( Iyarrka Ward & Rodinga Ward) | Queensland (de l'ouest vers l'est) Diamantina, Barcoo, Bulloo                      |
| Australie-Occidentale (du nord au sud) Laverton Menzies Kalgoorlie-Boulder Dundas               | Autorité des Communautés de l'Outback | Nouvelle-Galles du Sud (du nord au sud) Unincorporated Far West Comté de Wentworth |
|                                                                                                 | Australie-Méridionale (d'ouest en est) Ceduna, Streaky Bay, Wudinna, Kimba, Franklin Harbour, Whyalla, Port Augusta, Flinders Ranges, Orroroo Carrieton, Peterborough, Goyder, Mid Murray, Loxton Waikerie, Berri and Barmera & Renmark Paringa |                                                                                    |